# ONEFA 2003
La Liga Mayor de la ONEFA 2003 fue la septuagésima tercera temporada de la máxima competencia de Fútbol Americano en México y la vigésimo quinta administrada por la Organización Nacional Estudiantil de Fútbol Americano. En esta temporada, la Liga Mayor estuvo compuesta por dos conferencias: la Conferencia de los 10 Grandes y la Conferencia Nacional, esta última dividida en tres grupos. La competencia fue nombrada Temporada 2003: 60 aniversario del sistema Tecnológico de Monterrey.

## Equipos participantes

### Conferencia de los 10 Grandes
| Equipo            | Institución                             | Estadio                        | Ciudad                                 | Head coach               |
| ----------------- | --------------------------------------- | ------------------------------ | -------------------------------------- | ------------------------ |
| Águilas Blancas   | Instituto Politécnico Nacional          | Estadio Perros Negros          | Naucalpan de Juárez, Estado de México  | Jacinto Licea            |
| Auténticos Tigres | Universidad Autónoma de Nuevo León      | Estadio Gaspar Mass            | San Nicolás de los Garza, Nuevo León   | Edmundo Reyes            |
| Aztecas           | Universidad de las Américas Puebla      | Templo del Dolor               | Cholula, Puebla                        | Héctor Cuervo            |
| Borregos Salvajes | ITESM Campus Ciudad de México           | Disney Field                   | Ciudad de México                       | José Antonio Sandoval    |
| Borregos Salvajes | ITESM Campus Estado de México           | Corral de Plástico             | Atizapán de Zaragoza, Estado de México | Enrique Borda            |
| Borregos Salvajes | ITESM Campus Laguna                     | Infierno Azul                  | Torreón, Coahuila                      | Héctor Gaytán McGregor   |
| Borregos Salvajes | ITESM Campus Monterrey                  | Estadio Tecnológico            | Monterrey, Nuevo León                  | Frank González           |
| Borregos Salvajes | ITESM Campus Toluca                     | La Congeladora                 | Toluca, Estado de México               | Diego García Miravete    |
| Frailes           | Universidad del Tepeyac                 | Deportivo Los Galeana          | Ciudad de México                       |                          |
| Pumas             | Universidad Nacional Autónoma de México | Estadio Olímpico Universitario | Ciudad de México                       | Leopoldo Vázquez Mellado |

### Conferencia Nacional
| Equipo            | Institución                               | Estadio                       | Ciudad                                | Head coach             |
| Grupo A           | Grupo A                                   | Grupo A                       | Grupo A                               | Grupo A                |
| ----------------- | ----------------------------------------- | ----------------------------- | ------------------------------------- | ---------------------- |
| Borregos Salvajes | ITESM Campus Chihuahua                    | ITESM Chihuahua               | Chihuahua, Chihuahua                  | Luis Antonio Cervantes |
| Centinelas        | Cuerpo de Guardias Presidenciales         | Estadio Joaquín Amaro         | Ciudad de México                      | Rodolfo Moreno         |
| Cherokees         | Universidad del Valle de México           | Culhuacán                     | Ciudad de México                      | Rodolfo Domínguez      |
| Correcaminos      | Universidad Autónoma de Tamaulipas        | Estadio Eugenio Alvizo Porras | Ciudad Victoria, Tamaulipas           | Ercell Lewis           |
| Pumas             | Facultad de Estudios Superiores Acatlán   | FES Acatlán                   | Naucalpan de Juárez, Estado de México | Luis Becerril          |
| Zorros            | Instituto Tecnológico de Querétaro        | El Pocito                     | Querétaro, Querétaro                  | Héctor Ortiz Oviedo    |
| Grupo B           |                                           |                               |                                       |                        |
| Águilas           | Universidad Autónoma de Chihuahua         | Nido Águilas                  | Chihuahua, Chihuahua                  | Federico Landeros      |
| Halcones          | Universidad Veracruzana                   | USBI Xalapa                   | Xalapa, Veracruz                      | José Luis Izquierdo    |
| Leones            | Universidad Anáhuac México Campus Sur     | Cuemanco                      | Ciudad de México                      | Buenaventura Domínguez |
| Lobos             | Universidad Autónoma de Coahuila          | Estadio Jorge Castro          | Saltillo, Coahuila                    | Rafael Duk Delgado     |
| Pieles Rojas      | Instituto Politécnico Nacional            | Estadio Perros Negros         | Naucalpan de Juárez, Estado de México | Marco A. Rueda         |
| Potros Salvajes   | Universidad Autónoma del Estado de México | Estadio Juan Josafat Pichardo | Toluca, Estado de México              | Marco Antonio Guzmán   |
| Tecos             | Universidad Autónoma de Guadalajara       | Estadio 23 de Octubre         | Zapopan, Jalisco                      | José Antonio Moreno    |
| Grupo C           |                                           |                               |                                       |                        |
| Águilas           | Universidad Autónoma de Sinaloa           | Campus UAS                    | Culiacán, Sinaloa                     | Simón Rodríguez        |
| Leones            | Prepa El Chamizal                         | Estadio 20 de Noviembre       | Ciudad Juárez, Chihuahua              | Alfonso Rodríguez      |
| Potros            | Instituto Tecnológico de Sonora           | Estadio Manuel Piri Sagasta   | Ciudad Obregón, Sonora                | Rodrigo Zayas          |
| Vaqueros          | Instituto La Salle Ciudad Obregón         | Estadio Manuel Piri Sagasta   | Ciudad Obregón, Sonora                | Jesús Moreno           |
| Yaks              | Instituto Tecnológico de Hermosillo       | Exprimidora Naranja           | Hermosillo, Sonora                    | Jesús Enrique Medecigo |

## Resultados

### Postemporada

#### Conferencia de los 10 Grandes
|  | Semifinales                    | Semifinales                 |    |  | Final                       | Final |  |
|  |                                |                             |    |  |                             |       |  |
|  |                                |                             |    |  |                             |       |  |
|  | Borregos Salvajes ITESM Mty    | 31                          |    |  |                             |       |  |
|  | Auténticos Tigres UANL         | 16                          |    |  |                             |       |  |
|  |                                |                             |    |  |                             |       |  |
|  |                                |                             |    |  |                             |       |  |
|  |                                |                             |    |  | Borregos Salvajes ITESM Mty | 36    |  |
|  |                                | Borregos Salvajes ITESM CEM | 38 |  |                             |       |  |
|  |                                |                             |    |  |                             |       |  |
|  |                                |                             |    |  |                             |       |  |
|  |                                |                             |    |  |                             |       |  |
|  |                                |                             |    |  |                             |       |  |
|  | Borregos Salvajes ITESM CEM    | 37                          |    |  |                             |       |  |
|  | Borregos Salvajes ITESM Toluca | 31                          |    |  |                             |       |  |

#### Conferencia Nacional
Los playoffs se jugaron entre los mejores ocho equipos de los tres grupos.
|  | Cuartos de final                  | Cuartos de final                  |                    |    | Semifinal | Semifinal |  |  | Final | Final |
|  |                                   |                                   |                    |    |           |           |  |  |       |       |
|  |                                   |                                   |                    |    |           |           |  |  |       |       |
|  |                                   |                                   |                    |    |           |           |  |  |       |       |
|  | Centinelas CGP                    | 60                                |                    |    |           |           |  |  |       |       |
|  | Centinelas CGP                    | 60                                |                    |    |           |           |  |  |       |       |
|  | Potros ITSON                      | 0                                 |                    |    |           |           |  |  |       |       |
|  | Potros ITSON                      | 0                                 | Centinelas CGP     | 24 |           |           |  |  |       |       |
|  |                                   |                                   | Centinelas CGP     | 24 |           |           |  |  |       |       |
|  |                                   | Borregos Salvajes ITESM Chihuahua | 11                 |    |           |           |  |  |       |       |
|  | Pieles Rojas IPN                  | Borregos Salvajes ITESM Chihuahua | 11                 | 16 |           |           |  |  |       |       |
|  | Pieles Rojas IPN                  |                                   |                    | 16 |           |           |  |  |       |       |
|  | Borregos Salvajes ITESM Chihuahua | 21                                |                    |    |           |           |  |  |       |       |
|  | Borregos Salvajes ITESM Chihuahua | 21                                | Centinelas CGP     | 13 |           |           |  |  |       |       |
|  |                                   |                                   | Centinelas CGP     | 13 |           |           |  |  |       |       |
|  |                                   | Pumas Acatlán UNAM                | 27                 |    |           |           |  |  |       |       |
|  | Leones Anáhuac Sur                | Pumas Acatlán UNAM                | 27                 | 23 |           |           |  |  |       |       |
|  | Leones Anáhuac Sur                |                                   |                    | 23 |           |           |  |  |       |       |
|  | Potros Salvajes UAEM              | 7                                 |                    |    |           |           |  |  |       |       |
|  | Potros Salvajes UAEM              | 7                                 | Leones Anáhuac Sur | 0  |           |           |  |  |       |       |
|  |                                   |                                   | Leones Anáhuac Sur | 0  |           |           |  |  |       |       |
|  |                                   | Pumas Acatlán UNAM                | 15                 |    |           |           |  |  |       |       |
|  | Pumas Acatlán UNAM                | Pumas Acatlán UNAM                | 15                 | 35 |           |           |  |  |       |       |
|  | Pumas Acatlán UNAM                |                                   |                    | 35 |           |           |  |  |       |       |
|  | Águilas UACH                      | 18                                |                    |    |           |           |  |  |       |       |
|  | Águilas UACH                      | 18                                |                    |    |           |           |  |  |       |       |